# Gare du Grand Canyon
La gare du Grand Canyon (en anglais Grand Canyon Railway Station), est une gare ferroviaire américaine située à Grand Canyon Village, dans le comté de Coconino, en Arizona. Protégée au sein du parc national du Grand Canyon, elle est inscrite au Registre national des lieux historiques depuis le 6 septembre 1974 et classée National Historic Landmark depuis le 28 mai 1987. C'est également une propriété contributrice au district historique de Grand Canyon Village, un district historique créé le 20 novembre 1975.